# Комплекс концентрационих логора Госпић—Јадовно—Паг
Комплекс концентрационих логора Госпић—Јадовно—Паг, познат и под називом Госпићка група логора (Госпић, Јадовно, Паг), у који су се са читавог простора Независне Државе Хрбватске допремали Срби и Јевреји ради уништења, уз сарадњу државних, војних, полицијских, партијских органа, формиран је од стране државног органа – полицијске управе. То је био први организовани ликвидациони комплекс логора намјењен искључиво за уништење читавих националних, вјерских, расних и етничких група. Логори нису имали, као неки каснији, нити одредницу „радни”. Били су искључиво у функцији уништења. Они су формирани и обавили већи дио своје функције и прије било каквог отпора „нелојалног” становништва, што је очигледна потврда намјере да се униште одређене етничке или вјерске заједнице, што и представља битан елеменат из дефиниције геноцида.
Овај систем логора и стратишта, на самом почетку постојања НДХ, док још није било оружаног отпора, представља почетак планираног и спроведеног геноцида над Србима и Јеврејима.
У казниону Окружног суда Госпић, коју ће претворити у логор, усташе су почеле да доводе похапшене Србе из Госпића и читаве Лике већ 11. априла 1941. Прилив похапшених и допремљених у Госпић током маја и јуна био је сваким даном све већи, а изградњом комплекса усташког логора Јадовно, транспорти са похапшеним Србима, Јеврејима и „непоћудним” Хрватима стизали су у Госпић из свих крајева НДХ.
Свакодневно довођење великог броја људи на губилишта логора Јадовно почело је почетком јуна и трајало све до 21. августа 1941. године. Почетком јула концентрациони логор у Госпићу оспособљен је да дневно прихвати и до 1.000 заточеника. То потврђује и налог Равнатељства за јавни ред и сигурност НДХ од 8. јула 1941, жупским редарственим равнатељствима, да све „гркоисточњаке” (православце), па и оне који су прешли на католичку вјеру после 10. априла 1941. године, шаљу у Госпић на диспозицију Жупског редарственог равнатељства у Госпићу. Равнатељ усташког редарства НДХ Божидар Церовски издао је 23. јула 1941. окружницу свим великим жупама и усташком повјереништву за Босну и Херцеговину, којом наређује притварање Срба, Јевреја и комунистички настројених лица и њихово отпремање у концентрациони логор Госпић, а у другој захтјева да се у року од 15 дана изврши попис свих Срба, као и оних који су некад били православне вјере.
Јадовно је претеча јасеновачког система логора уништења, највећег на југословенским просторима. Ликвидација логора, због реокупације II италијанске окупационе зоне, подразумјевала је и ликвидацију заточеника. Због краткоће времена и интервенција окупационе власти, извјестан број заточеника није ликвидиран, већ је упућен у друге логоре, највише у Јасеновац, и они управо чине његове прве заточенике.

## Жртве комплекса концентрационих логора Госпић–Јадовно—Паг
Др Ђуро Затезало документује, на основу истраживања, 40.123 уморених лица у овим логорима за четири мјесеца постојања. Скоро 95% жртава су Срби, око 5% су Јевреји и нешто мање од 0,3% су Хрвати и други антифашисти. Саставни дио студије је и поименични попис са идентификационим подацима 10.502 жртве које је аутор успио идентификовати до 1990. године Срби чине 92%, од чега преко 10% су дјеца, преко 7% су Јевреји, међу којима је око 2% дјеце, нешто испод 0,8% су Хрвати и остали антифашисти. Међу уморенима је и поименично наведено 72 свештеника Српске православне цркве (међу којима и 2 владике). Највећи број уморених бачен је у крашке јаме.

## Заташкавање истине о комплексу концентрационих логора Госпић–Јадовно—Паг
У протеклих 70 година, о злочинима се није отворено говорило, још мање писало. Још у вријеме Другог свјетског рата, онај који би их спомињао, а поготово писао у партизанској штампи, био би, у најблажем, упозораван од водећих људи из Комунистичке партије Хрватске да о томе не говори и не пише, јер то може штетно дјеловати на ширење народноослободилачког покрета, будући да изношење података о усташким злочинима „смета осјећајима хрватског народа” и изазива ширење мржње између српског и хрватског народа.
Трагови злочина су уништавани већ у вријеме њиховог извођења. Усташе су Србе и Јевреје убијали без оптужбе, суда, записника и без пописа усмрћених, а и гдје су их водили, уништили су их. Поред уништавања докумената, затрпали су и забетонирали један дио јама на Велебиту већ средином августа 1941. године, док су Италијани мртве Србе и Јевреје вадили из масовних гробница и лешеве спаљивали. Тако се прикривао број жртава на овим стратиштима, с циљем, који се и данас одражава у појединим публикацијама, у којима се свјесно умањује број побијених. Ни послије ослобођења од фашизма па све до данашњих дана људски костури у јамама нису побројани, а оне су чак и необиљежене.
Није Госпић случајно одабран да постане центар масовног уништења Срба. Усташка организација у Госпићу је свој рад започела тридесетих година, а путем легалних друштава („Крижарско братство”, спортско друштво „Викторија”, гимнастичке организације „Хрватски јунак”, организације „Маријина конгрегација”) шири се усташка идеологија, која је до 1941. године снажно утицала на средњошколску и студентску омладину. Госпић је постао значајан центар организовања усташа. Из редова „Крижарског братства” потекле су најзлогласније усташе, убице и кољачи који су 1941. године сачињавали Помоћни усташки одред (ПУО) и вршили масовне покоље Срба и Јевреја у логору Јадовно на Велебиту, логору Слана на острву Пагу и другим стратиштима широм Независне Државе Хрватске.

## Дијелови комплекса концентрационих логора Госпић–Јадовно—Паг
1. Концентрациони логор у Госпићу
2. Концентрациони логор Јадовно
3. Концентрациони логор Слана на острву Паг
4. Концентрациони логор Метајна на острву Паг
5. Концентрациони логор Максимовића штале
6. Концентрациони логор-сабиралиште на жељезничкој станици Госпић
7. Концентрациони логор Ступачиново
8. Крашке јаме Велебита – мјеста за ликвидацију заточеника
  - Шаранова јама
  - Јама на Гргином бријегу
  - Јама Бадањ
  - Јарчја јама
  - Јама Јамина